# حفلة كوكتيل (مسرحية)
حفلة كوكتيل (بالإنجليزية: The Cocktail Party) مسرحية للكاتب البريطاني ت. س. إليوت. تستمد مادتها الأساسية من مسرحية أليسيستس للمسرحي الإغريقي القديم يوروبيدس. تُعد حفلة كوكتيل أكثر مسرحيات إليوت السبع شعبية في حياته، برغم أن مسرحيته الأخرى جريمة في الكاتدرائية أكثر شهرة اليوم.
مُثلت مسرحية حفلة كوكتيل لأول مرة في مهرجان أدنبره في 1949، وفي 1950، عرضت بنجاح في نيويورك ولندن. تركز المسرحية على زوجين مثقلين بالمشاكل يحلان مشكلاتهما ويواصلان حياتيهما عبر تدخل غريب غامض. تبدأ المسرحية باعتبارها هجاء خفيفاً للمجتمع البريطاني، ثم تصبح معالجة فلسفية قاتمة للعلاقات الإنسانية. كما في أعمال إليوت الأخرى، تستخدم المسرحية أغرب العناصر لتكشف عزلة الحالة البشرية.

## موضوع المسرحية
تتناول المسرحية موضوعات مثل العزلة والاغتراب، الهوية، الخلاص، والبحث عن المعنى الروحي في حياة معاصرة مليئة بالازدواجية والاضطراب. كما تتناول المسرحية الصراعات الإنسانية بين الظاهر والباطن، بين القناع الذي يرتديه الإنسان وبين ذاته الحقيقية، مما يعكس الطبيعة المعقدة للوجود البشري.كما تستكشف المسرحية موضوعات مثل التضحية والغفران، حيث يبرز كيف يمكن للأفراد أن يجدوا الخلاص من خلال قبولهم لمسؤولياتهم الشخصية والروحية. كما تناقش المسرحية العلاقة بين الفرد والمجتمع، وتسليط الضوء على الصراع بين الحرية الشخصية والالتزامات الاجتماعية، مما يعكس التوترات التي يعيشها الإنسان في عالم معاصر معقد ومزدحم بالتناقضات. وتبرز كذلك موضوعات الهوية الممزقة والتشتت النفسي، حيث يعاني العديد من الشخصيات من حالة من الضياع والبحث المستمر عن الذات الحقيقية وسط الضجيج الخارجي والضغوط الداخلية. هذا التداخل بين الموضوعات يجعل من "حفلة كوكتيل" عملًا غنيًا ومتعدد الأبعاد يعكس تجربة الإنسان الحديثة في مواجهته للأسئلة الوجودية الكبرى.

## اقسام المسرحية
تنقسم المسرحية إلى ثلاثة فصول:
- الفصل الأول يبدأ في إطار كوميدي-اجتماعي، حيث يُخفي الحضور توتراتهم الداخلية وراء مجاملات الحفلة.
- الفصل الثاني يأخذ منحًى أكثر جدية، إذ تتكشف صراعات الشخصيات وانكساراتها العاطفية.
- الفصل الثالث يفتح المجال لتأملات روحية عميقة، تتخللها لحظات تضحية وخلاص، في توازٍ مع البنية الدائرية التي تعيد بعض المشاهد إلى نقطة البدء لكن مع وعي جديد.

## الادبية
"حفلة كوكتيل" لعبت دورًا مهمًا في ترسيخ إليوت كمسرحي متميز إلى جانب كونه شاعرًا مرموقًا. وقد حازت المسرحية على جائزة بوليتزر للمسرح عام 1950، وأثرت بشكل كبير في تطور المسرح الحديث، خاصة في معالجة موضوعات النفس والروحانية ضمن قالب درامي معاصر.

## القيم
مسرحية "حفلة كوكتيل" لتوماس ستيرنز إليوت تحمل قيمًا إنسانية وأخلاقية عميقة تركز على الصدق مع الذات وأهمية مواجهة الإنسان لحقيقته بدون أقنعة أو أوهام كخطوة أساسية نحو التحرر والخلاص. كما تؤكد على المسؤولية الشخصية، حيث يجب على الفرد تحمل تبعات أفعاله وقراراته في حياته الشخصية والروحية لتحقيق النمو الذاتي. ترسخ المسرحية أيضًا فكرة أن الخلاص يتحقق من خلال الرحمة والتسامح تجاه النفس والآخرين، وهو ما يعكس الروحانية المسيحية التي تأثر بها إليوت. وتبرز قيمة الصراحة والشفافية في العلاقات الإنسانية، محذرة من الانفصال بين الظاهر والباطن، أي ما يظهره الإنسان للعالم وحقيقته الداخلية. إضافة إلى ذلك، تشجع المسرحية على البحث الدائم عن معنى أعمق للحياة وسط ازدواجية وفوضى العصر الحديث.